# Privoljski (Saràtov)
|  | Per a altres significats, vegeu «Privoljski». |

Privoljski (en rus: Приволжский) és un poble (un possiólok) de l'óblast de Saràtov, a Rússia, segons el cens del 2021 tenia 33.344 habitants. Pertany al districte municipal d'Engels.